# Spathius lynceus
Spathius lynceus är en stekelart som beskrevs av Nixon 1943. Spathius lynceus ingår i släktet Spathius och familjen bracksteklar. Inga underarter finns listade i Catalogue of Life.